# Niels Engelsted
Niels Engelsted (27. juni 1759 på Rørbæk ved Kerteminde – 17. april 1816 på Ølundgård) var en dansk officer. Han var farfar til Malthe Engelsted.

## Karriere
Han var søn af kancelliråd Maltha (Ulrich) Engelsted til Rørbæk (1718-1762) og Elisabeth Birgitte Lund (1720-1797). Engelsted blev søkadet i sit trettende år, men afgik 1776 efter ønske fra Søkadetkorpset, da han ikke var søstærk, og blev samme år optaget som kadet i 1. sjællandske Regiment Ryttere. 1778 blev Engelsted sekondløjtnant à la suite ved 5. Husareskadron, 1780 sekondløjtnant ved daværende 1. Husarregiment, 1782 premierløjtnant, 1788 ritmester og året efter eskadronchef, 1801 major og som sådan 1803 forsat til Fynske Regiment lette Dragoner, hvor han 1808 blev oberstløjtnant. 1812 udnævntes han til oberst og regimentschef for Jyske lette Dragoner – de af Steen Steensen Blicher forevigede –, der med så stor berømmelse deltog i felttoget i Mecklenburg i 1813. Engelsted selv viste sig i de glimrende træfninger ved Gudow og Rosengarten 12. oktober og ved Rahlstedt 6. december, i hvilke hele regimentet deltog, som en rytterfører af første rang og høstede det største lov for sin kraft og sit mod såvel af Frederik af Hessen som af de franske generaler, blandt andre Davout. Frederik VI hædrede ham umiddelbart efter træfningen ved Gudow med Ridderkorset, i begyndelsen af 1814 med Kommandørkorset af Dannebrog. Kongens smukke tanke, nemlig tillige, som han skriver, "at give det brave jyske Regiment lette Dragoner et Udmærkelsestegn, enten i dets Standarter eller paa anden Maade, til Belønning for dets sjældne Tapperhed og udviste Daad i seneste kampagne", blev derimod ikke udført.
Med krigens ophør var også Engelsteds livsgerning snart afsluttet. En under felttoget pådraget hudsygdom nødte ham til allerede 1815 at søge sin afsked, og 1. februar 1816 blev denne givet ham med generalmajors karakter.

## Familieliv
Engelsted blev gift 6. juli 1786 i Hillerød med Cornelia Maria Abel (døbt 4. august 1762 i Hillerød - 3. september 1850 i Odense), datter af købmand, kgl. konsumptionsforvalter Jacob Abel (Dyrgang) (1700-1763) og Marie Eleonora Møller (1717-1798). Med sin hustru og sin talrige børneflok tog han efter sit afsked ophold på avlsgården Ølundgård på Fyn, hvilken ejendom han havde købt 1799, og her døde han allerede 17. april 1816. Han er begravet på Otterup Kirkegård, hvor der er rejst en mindestøtte. Ligeledes findes der et mindesmærke ved skoven ved Lammesø.

## Gengivelser
- Portrætmaleri (dragonregimentet)
- Pastel af Carl Frederik Richter
- Stik af fægtningen ved Rahlstedt af Jørgen Sonne efter tegning af de la Belle, gengivet i stik, litografi og træsnit samt i maleri 1838, formentlig af Frederik Schepelern